# Daroca
Daroca este un oraș, reședința a comărcii Campo de Daroca, în provincia Zaragoza și comunitatea Aragon. Se află la o altitudine de 797 m deasupra nivelului mării. Are o suprafață de 52,045736 km². Populația este de 1.914 locuitori, determinată în 2021, prin registru de stare civilă[*].